# Geert Marinus Holbek
Geert Marinus Holbek (ved dåben: Holbech) (18. december 1826 på Elsegårde ved Ebeltoft – 31. oktober 1910 på Frederiksberg) var en dansk officer, far til Carl, Gert og Niels V. Holbek.
Han var søn af Niels Rasmussen Holbek (1798-1865) og Vilhelmine Catrine, født Steenstrup (1801-1892). Holbek blev student fra Randers lærde Skole 1844, sekondløjtnant i artilleriet 1846, premierløjtnant 1850, kaptajn 1856, oberst og chef for 2. Artilleribataljon, stabschef ved 1. Generalkommando 1879-82, chef for artilleriets konstruktions- og forsøgsafdeling 1883, stabschef ved artilleriet 1886 og fik afsked 1891 som karakteriseret generalmajor.
Holbek var medforfatter til Den dansk-tydske Krig i Aarene, 1848-50: Udarbejdet paa Grundlag af officielle Documenter og med Krigsministeriets Tilladelse udgivet af Generalstaben (København: J.H. Schultz 1877).
5. november 1856 ægtede han i Asminderød Kirke Marie Sophie Bentzien (18. februar 1836 i Kerteminde -  13. oktober 1930).
Datteren Wilhelmine "Mimi" Holbek har udført et portrætmaleri af faderen. Der findes fotografier af Carl Sonne og Marius Christensen (Det Kongelige Bibliotek).
Han er begravet på Frederiksberg Ældre Kirkegård.

## Dekorationer
- Kommandør af 2. grad af Dannebrogordenen
- Dannebrogsmændenes Hæderstegn
- Æreslegionen
- Sankt Olavs Orden
- Den Spanske Militære Fortjentsorden
- Den Østrigske Jernkroneorden